# Smertrios
Cet article concerne le dieu. Pour l'exoplanète, voir HD 149026 b.
Dans la religion gallo-romaine, Smertrios ou Smertrius était un dieu de la guerre vénéré en Gaule et en Norique.

## Étymologie
Son nom contient la même racine que celui de la déesse Rosmerta et peut signifier « le pourvoyeur », ce qui est davantage un titre qu'un nom. Le théonyme dérive de smer(t)-, qui apparaît dans les langues celtiques : en vieil-irlandais airm(m)ert, « interdiction », en gallois armerth, « préparatif », en breton de Vannes armerhein, « épargner, économiser ». Smertulitanus pourrait être une variante du nom pour le même dieu.

## Fonction
À l'époque romaine, il fut assimilé à Mars, dieu de la guerre, sur une inscription trévire de Liesenich, région de Trèves, dédiée à Marti Smertrio. Smertrios peut être considéré comme possédant la dimension royale du Mars celtique en tant que « protecteur » et peut-être comme garant ou pourvoyeur de richesses, signification par laquelle il est associé à la déesse Rosmerta.

## Représentation
Smertrios apparaît sur le Pilier des Nautes datant du Ier siècle. Il est représenté sous l'aspect d'un homme jeune tenant une massue et prêt à assommer un serpent. Le nom est très incomplet et il est restitué par l'épigraphie.
Atesmertius : le dieu Smertos, associé à Apollon dans une inscription du Mans.